# Hans Talhoffer
Hans Talhoffer (Svevia, 1410-1415 – dopo il 1481) è stato un mercenario militare tedesco.
La sua linea marziale non è nota, ma i suoi scritti chiariscono che aveva qualche collegamento con la tradizione di Johannes Liechtenauer, il gran maestro della scuola tedesca di scherma medievale. Talhoffer era un uomo ben istruito che aveva interesse per l'astrologia, la matematica e altri campi di studio. È autore di almeno cinque manuali di scherma durante il corso della sua carriera, e pare che abbia insegnato personalmente le sue tecniche dal vivo, comprese le prove di combattimento.

## Biografia

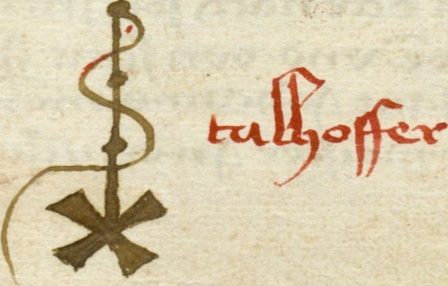
La firma di Talhoffer

Il primo riferimento noto Talhoffer è nel 1433, quando rappresentò Johann II von Reisberg, arcivescovo di Salisburgo, dinanzi alla Corte Vehmica. Poco dopo nel 1434, Talhoffer fu arrestato e interrogato su ordine di Wilhelm von Villach (un servitore di Alberto III di Baviera), in relazione al processo di Norimberga, dove un aristocratico, di nome Jacob Auer fu processato con l'accusa di aver ucciso suo fratello. Il processo di Auer fu controverso e si dimostrò una fonte di conflitti regionali per i successivi due anni. Talhoffer stesso rimase al servizio dell'arcivescovo per almeno un altro paio di anni, e nel 1437 è indicato come servitore ufficiale di borsa di studio (Kastner) in Hohenburg.
Il 1440 ha visto l'inizio della carriera di Talhoffer come un maestro di scherma professionale. Il suo manoscritto sulla scherma in primo luogo, il Ms. Chart.A.558, era un libro di riferimento personale creato nel 1443 ca.. Il manuale sulla scherma è in gran parte formato da testo e potrebbe essere stato concepito anche come un aiuto visivo per l'insegnamento, in aggiunta a queste illustrazioni, contiene anche un trattato astrologico e una versione del famoso libro di guerra Bellifortis di Konrad Kyeser. Più significativo tra i clienti nobili che Talhoffer serviti in questo periodo è stata la famiglia Königsegg della Germania meridionale, e un po' 'di tempo tra il 1446 e il 1459 ha prodotto il Ms. XIX.17-3 per questa famiglia. Questo lavoro descrive un duello giudiziario combattuto da Luithold von Königsegg così come la formazione che Talhoffer gli dette in fase di preparazione, ma sembra che questo duello abbia mai avuto luogo.
Il nome di Talhoffer compare ancora una volta nei registri della città di Zurigo nel 1454, dove fu preso per insegnare la scherma con le sue capacità e di giudicare duelli giudiziari. La voce rileva che una rissa scoppiata tra i suoi studenti e doveva essere risolta davanti al consiglio comunale, con conseguente diverse ammende. Egli sembra aver attraversato Emerkingen più tardi nel 1450, dove è stata incaricato per addestrare i fratelli David e Buppellin vom Stain,. ha anche prodotto il Ms. 78.A.15 per loro, una versione notevolmente ampliata del manoscritto Königsegg.
Nel 1459, a Talhoffer fu commissionato il Ms. Thott.290.2º, un nuovo manuale per la difesa personale con le stesse linee guida del suo precedente lavoro del 1443, ma ampliato con ulteriori contenuti e didascalie. Egli sembra aver continuato ad istruire per tutto il 1460, e nel 1467 ha prodotto il suo manoscritto finale, il Cod. art. icona. 394A, per un altro dei suoi clienti nobili, Eberhardt I von Württemberg. Questo sarebbe il suo lavoro più completo, che gli fu pagato 10 firini assieme a altri quantitativi di segala e avena per il lavoro finito.

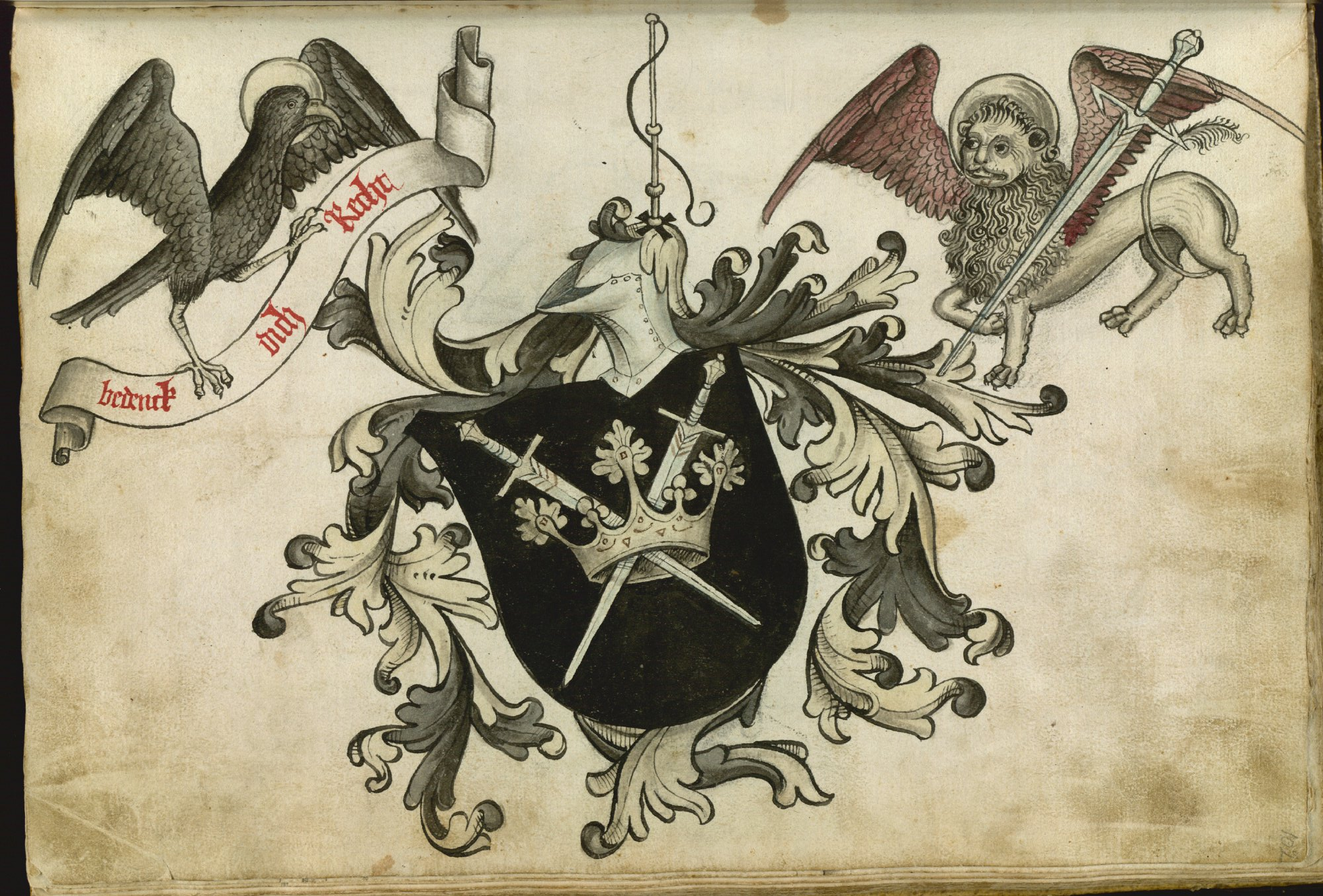
Lo stemma di Talhoffer

Mentre solo alcuni fatti sono noti sulla vita Talhoffer, questo non ha fermato gli autori di congetture. La presenza del Leone di San Marco nello stemma di Talhoffer nel 1459 (vedi figura a destra) ha dato luogo a speculazioni che potrebbe essere stato uno dei primi membri o anche uno dei fondatori del gruppo di Francoforte sul Meno.
Un'altra versione dei fatti invece, viene attribuita al Talhoffer, che sentendo parlare dell'antica lotta corpo a corpo, veneziana, insegnata esclusivamente alle guardie del corpo del doge, della quale non ne rimane quasi più traccia (essa anticipava il Fior de' Liberi. Nata probabilmente dalla fusione di più contesti con una base nella lotta turca e mongola, ma con molte leve, prese e colpi derivanti dal Pankratio) la volle sperimentare personalmente per dimostrare la superiorità della "scuola tedesca" e magari farsi assumere come maestro d'armi in casa dogale.
Sembra che il talhoffer ricevette una "sonora" lezione, tanto che le mosse e le prese da lui subite furono inserite nella sua nuova versione nel 1467, ma con varianti più comode e meno efficaci nel manoscritto conservato all'Ostbairische Heimatforschung Passau con il titolo "Das Landshuter Ringerbuch".
Anche se non vi è alcuna traccia della loro esistenza prima del 1474. Inoltre, molto è stato fatto notare che il nome Talhoffer non compare nella lista di Paulus Kal, dove sono citati i membri della Società di Liechtenauer. Mentre alcuni hanno ipotizzato che ciò indicava la rivalità o il rancore tra i due contemporanei, la lista di Kal sembra essere un monumento ai maestri che erano già defunti, per cui è più probabile che Talhoffer era semplicemente ancora vivo in ca. 1470 (appena tre anni dopo aver scritto il suo trattato finale).

## Opere
- Ms.Chart.A.558 scritto nel 1443[12] presso Gotha, Germania
- Ms.XIX.17-3, scritto tra il 1446 e il 1459. L'originale si trova in Germania nella collezione privata della famiglia Königsegg-Aulendorf a Königseggwald.
- Ms.Thott.290.2 scritto nel 1459.[13] L'originale si trova nella biblioteca reale di Copenaghen, in Danimarca.
- Cod.Icon.394.a scritto nel 1467.[14] L'originale si trova nella biblioteca cittadina di Monaco, in Germania.